# Sallas
Sallas je naselje v Občini Steuerberg v Okraju Trg na Koroškem v Avstriji.